# لینا استانچیوت
 لینا استانچیوت (انگلیسی: Lina Stančiūtė؛ زادهٔ ۷ فوریهٔ ۱۹۸۶) یک تنیس‌باز اهل لیتوانی است.